# Verwaltungsgemeinschaft Altenstadt (Schwaben)
Die am 1. Mai 1978 infolge der bayerischen Gebietsreform gegründete Verwaltungsgemeinschaft Altenstadt liegt im schwäbischen Landkreis Neu-Ulm und wird von folgenden Gemeinden gebildet:
1. Altenstadt, Markt, 5354 Einwohner, 31,30 km²
2. Kellmünz a.d.Iller, Markt, 1524 Einwohner, 8,52 km²
3. Osterberg, 930 Einwohner, 13,79 km²

Sitz der Verwaltungsgemeinschaft ist Altenstadt.